# Georg Pasor

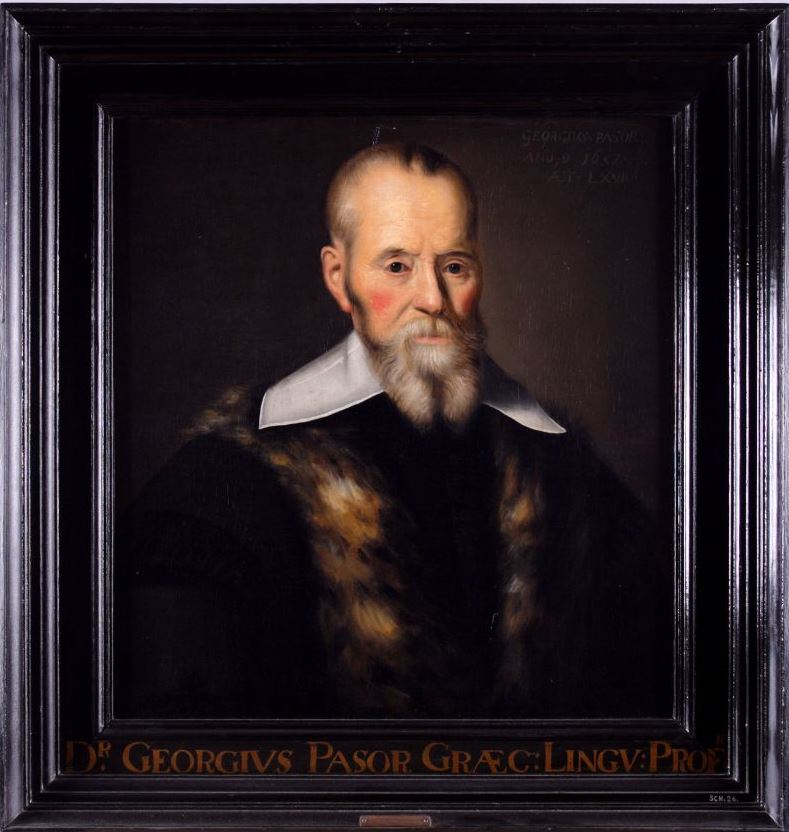
Georgius Pasor

Georg Pasor bzw. Georg Paysor oder Georgius Pasor (* 1. August 1570 in Ellar; † 10. Dezember 1637 in Franeker) war Professor für Sprachen und Theologie an den Kalvinistischen Hohen Schulen Herborn und Franeker, Niederlande. 

## Familie
Georg Pasor wurde in einer Beamtenfamilie in Ellar als Sohn des nassauischen Schultheißen Johannes Pasor und dessen Frau Klara geboren. 
1598 heiratete er in Siegen Apollonia Hendsch, mit der er sechs Kinder hatte. Bei einer Pestepidemie 1614 starben seine Frau und vier Töchter. 1615 heiratete er die Witwe Madgalena Sengel geborene Behr.
Seine Frau Madgalena starb 1631. Georg Pasor starb im Alter von 67 Jahren in Franeker. Matthias Pasor war sein Sohn.

## Werdegang
Pasor studierte in Herborn, zunächst am Pädagogium, ab 1591 bei Johannes Piscator an der Hohen Schule Theologie. 1592 reiste er nach Lausanne und Genf. Sein Studium beendete er 1594 in Siegen wohin die Hohe Schule und das Pädagogium von Herborn verlegt worden waren. Ab 1595 war er als Hauslehrer in Dillenburg tätig. 1597 wurde er als an das Pädagogium Siegen berufen, dessen Leitung er bis 1620 innehatte. An der Hohen Schule wurde er Professor für Hebräisch.
In den Wirren des Dreißigjährigen Krieges wurde Herborn 1626 von katholischen Truppen besetzt. Bei einem Stadtbrand am 20. August 1626 verlor Pasor seinen Haushalt und seine Bibliothek. Nachdem im selben Jahr seine Bewerbung für den Theologischen Lehrstuhl abgewiesen wurde, wechselte Pasor an die Hohe Schule Franeker und übernahm dort am 8. November 1626 die Professur für Griechisch.

## Werk
Pasor hat zahlreiche Werke veröffentlicht, die sich mit vor allem mit der Sprache und der Grammatik des Neuen Testaments beschäftigen.
Als wichtiges Werk gilt das Lexicon Graeco-Latinum in Novum Domini Nostri Jesu Christi Testamentum als erstes neutestamentliches Wörterbuch, das 1619 in Herborn in erster Auflage erscheint. In den folgenden Jahrzehnten erschienen mehrere neue Auflagen in zahlreichen europäischen Städten. 
Weitere wichtige Werke die Pasor in Franeker verfasste sind die kommentierte Hesiod-Edition und eine Ausgabe der Werke von Theophrastos von Eresos.
Die posthum von seinem Sohn Matthias herausgegebene Grammatica graeca sacra Novi Testamenti Domini nostri Jesu Christi gilt als erste Grammatik des neutestamentlichen Griechisch.